# Saint-Yrieix-la-Montagne
Saint-Yrieix-la-Montagne är en kommun i departementet Creuse i regionen Nouvelle-Aquitaine i de centrala delarna av Frankrike. Kommunen ligger i kantonen Felletin som tillhör arrondissementet Aubusson. År 2022 hade Saint-Yrieix-la-Montagne 221 invånare.

## Befolkningsutveckling
Antalet invånare i kommunen Saint-Yrieix-la-Montagne
Referens:INSEE